# امسوحال
امسوحال (به عربی: أمسوحال) یک شهرداری در الجزایر است که در استان تیزی وزو واقع شده‌است.